# پرهیز جنسی

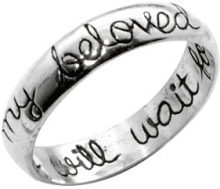
انگشتر پاکی توسط برخی از جوانانی که دست به پرهیز جنسی می‌زنند، پوشیده می‌شود.

پرهیز جنسی یا خویشتن‌داری جنسی (انگلیسی: Sexual abstinence) به عمل خودداری از برخی یا تمام فعالیت‌های جنسی گویند که معمولاً به دلایل خاصی مانند اخلاقی، مذهبی، قانونی یا مربوط به ایمنی و سلامت است.